# Academiegebouw (Groningen)

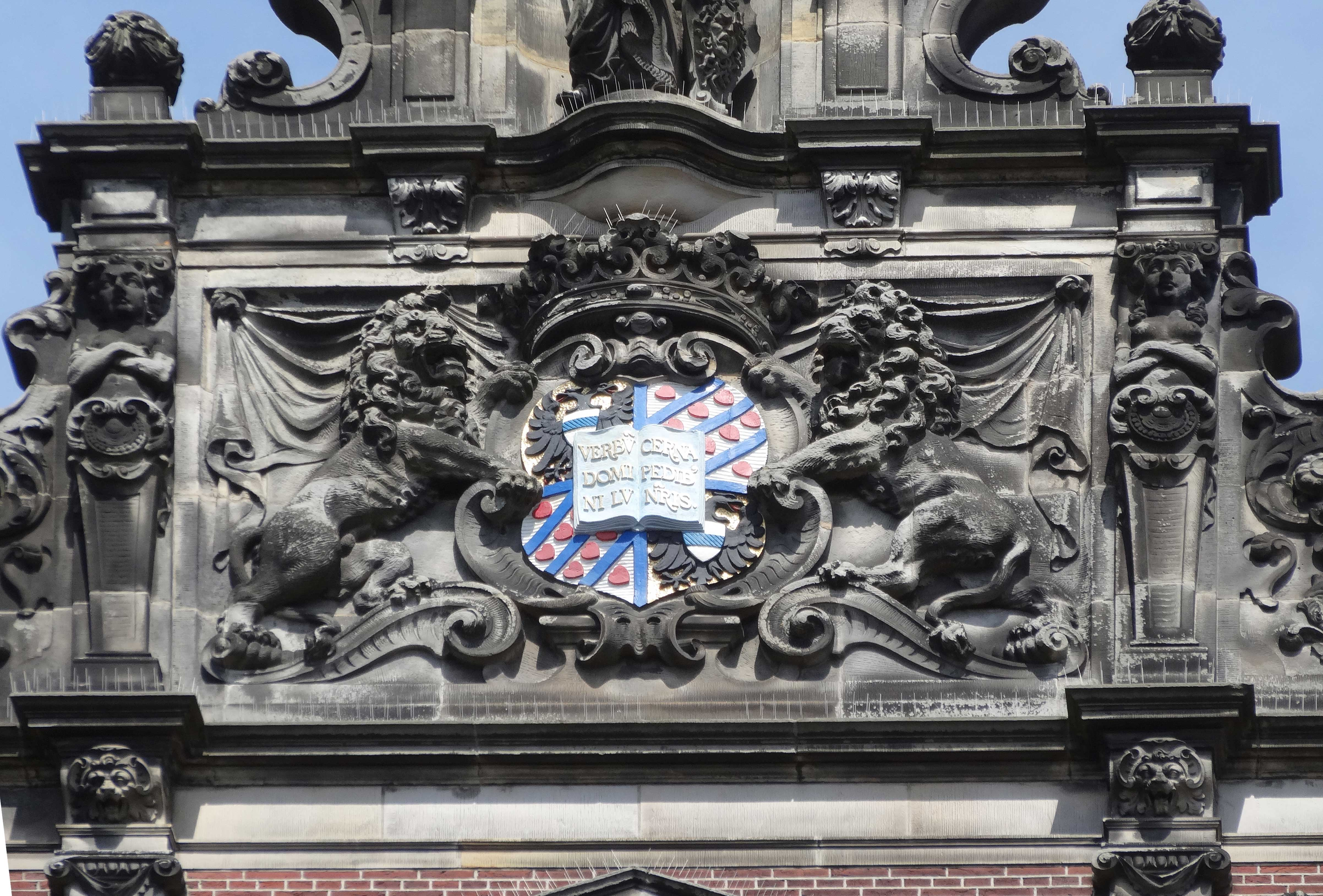
Geveltop (detail) van het Academiegebouw

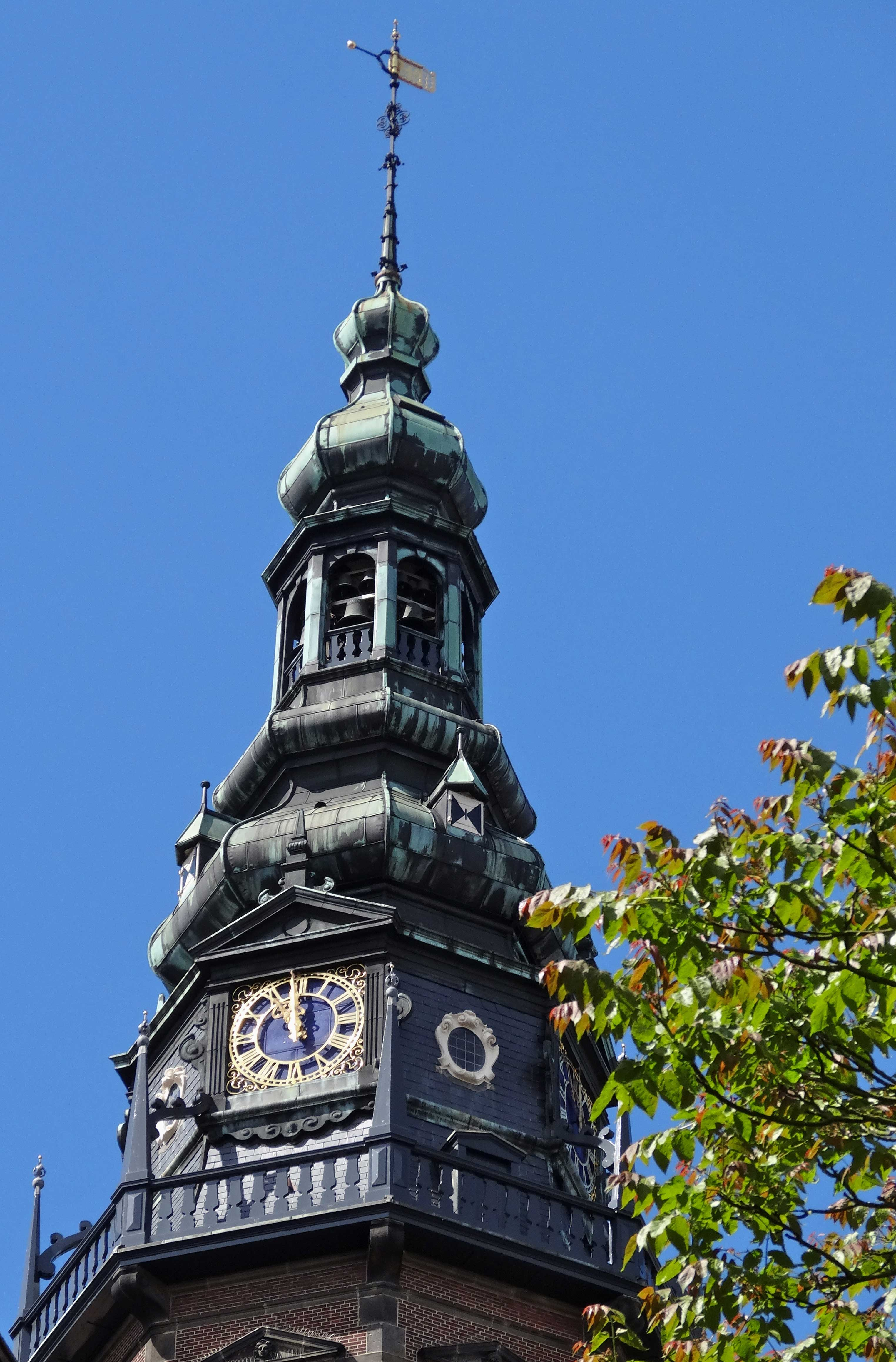
Toren van het Academiegebouw

Het Academiegebouw  tegenover de Universiteitsbibliotheek aan de Broerstraat in de stad Groningen uit 1909 is in Noord-Nederlandse neorenaissancestijl gebouwd. Het is het hoofdgebouw van de Rijksuniversiteit Groningen. Vanwege de cultuurhistorische en architectuurhistorische waarde is het van belang. Verder is het van betekenis voor de geschiedenis van het wetenschappelijk onderwijs in Groningen en vanwege de kwaliteit van de ruimtelijke geleding, de ornamentiek en de samenhang tussen exterieur en interieur.
Het onder de monumentenzorg vallende gebouw is het derde Academiegebouw. Het verrees op de fundamenten van het tweede gebouw. Het is ontworpen door de Haagse architect en Rijksbouwmeester J.A. Vrijman. In 2007/2008 werd het gebouw gerenoveerd.

## Voorgangers

### Eerste Academiegebouw
Het eerste Academiegebouw (1614), ontworpen door bouwmeester Garwer Peters, was van oorsprong een Begijnhof (het Vrouw Sywenconvent). Het was een eenvoudig, laag gebouw. In het midden was een poort die model heeft gestaan voor de versiering boven de hoofdingang van het huidige Academiegebouw. Het gebouw werd wegens de slechte staat in 1846 afgebroken.

### Tweede Academiegebouw
Omdat de centrale overheid geen nieuw pand wilde bekostigen, werd met ingezameld geld van de stad en de provincie in 1850 het tweede Academiegebouw gebouwd. Het werd ontworpen door de Groninger architect J.F. Scheepers. In 1906 brandde het gebouw tijdens schilderswerkzaamheden af. Met behulp van de Groningse burgerij konden de hoogleraar-portretten, de universiteitsarchieven en het vaandel van de Vrijwillige Studenten Compagnie uit 1665 uit de brand worden gered. Dit vaandel gedenkt dat in 1665 vrijwel alle 120 studenten zich vrijwillig meldden om de stad te helpen verdedigen tegen de in Stad en Ommelanden oprukkende Bommen Berend. De hoogleraar-portretten hangen thans in huidige Academiegebouw in de Senaatskamer. Het vaandel bevindt zich op de eerste verdieping tegenover de faculteitskamer van de faculteit der Rechtsgeleerdheid.

## Exterieur
Het monumentale gebouw is opgetrokken op een rechthoekige plattegrond, is onderkelderd en telt twee bouwlagen onder een steil opgaand schilddak, gedekt met leien. In het voordakschild aan weerszijden van het middenrisaliet is een reeks karakteristieke dakkappelletjes met houten luiken aangebracht.

- De opzet van het gebouw is strikt symmetrisch: een middenrisaliet van vijf traveeën breed met monumentale ingangspartij en twee hoekrisalieten, alle voorzien van rijk geornamenteerde topgevels. De gevels worden aan de bovenzijde afgesloten door een natuurstenen balustrade met obelisken.
- In de noordwesthoek van het gebouw is een slanke, ronde toren opgenomen met een carillon en een uurwerk dat geschonken is door de Groningse Burgerij. Deze toren is eveneens met speklagen, dorpelbanden, hoekblokken, een balustrade en timpanen van natuursteen verstevigd en versierd. De toren gaat op het niveau van de nok van het dak van het gebouw over in een achtzijdig systeem. De bekroning bestaat uit een dubbele verjongende lantaarn met balustrade en aedicula-nissen met uurwerken en in- en uitzwenkende dakvlakken.
- De uit roodbruine baksteen opgetrokken gevel is op tal van plaatsen verlevendigd met natuursteen zoals hoekblokken, dorpelbanden, topgevels, balustrades, speklagen, friezen, segmentvormige en driehoekige frontons, muurdammen in de erkers van de hoekrisalieten, de bekleding van het souterrain, de pijlerstelling met rondbogen en balustrade van de diepe en brede portiek en de borstwering van het balkon.
- Het middenrisaliet is aanzienlijk hoger opgetrokken dan de rest en heeft een hoog, steil schilddak en een uitbundig geornamenteerde geveltop met rolwerk en obelisken.
- Façade: Het gebouw heeft drie gevels. In de voorgevel zijn vijf zandstenen beelden van de kunstenaar Petrus Ackermans (1909) met een hoogte van circa 1.75 meter verwerkt. Onder de middelste topgevel staat Minerva als godin van de wetenschap tussen het universiteitswapen en de Nederlandse leeuw. Links van haar staat Scientia en rechts Historia.
- In de bescheidener rolwerktoppen van de hoekrisalieten zijn allegorische voorstellingen van Prudentia (links) en Mathematica (rechts) verwerkt. De hoekrisalieten bevatten in het midden grote vijfzijdige erkers, die over twee bouwlagen doorlopen en bekroond zijn met een bolvormige, ingesnoerde koperen afdekking.
- Een hoge bordestrap leidt naar de ingangspartij, die in een portiek met rondboogstelling is geplaatst. Boven de middelste drie rondbogen bevindt zich op de verdieping een balkon net natuurstenen borstwering.
- De kruisvensters zijn bekroond met zowel driehoekige als segmentvormige frontons.

## Interieur
In het qua indeling en uitmonstering uitzonderlijk gaaf bewaarde interieur (onderdelen) zijn onder meer van belang de ruime overwelfde hal met monumentaal trappenhuis met gebrandschilderde ramen, op de eerste verdieping de aula met rijk geornamenteerde plafonds, kroonluchters, houten lambrisering, meubilair, wandschilderingen en gebrandschilderde ramen van Johan Dijkstra evenals de rijk gemeubileerde en geornamenteerde senaatskamer, curatorenkamer en de faculteitskamers. 

### Hal
In de hal zijn de vertrekken voor de pedel en de conciërges. De functie van pedel werd ingesteld in 1614 en werd in 1977 als afzonderlijke functie afgeschaft. De representatieve taken werden overgenomen door de conciërges. In de hal bevindt zich sinds augustus 2009 de grafsteen van de eerste Rector Magnificus van de Rijksuniversiteit Groningen, Ubbo Emmius. Bovenaan de trap is het gedenkraam Deo Patriae Academiae geplaatst.

### Aula

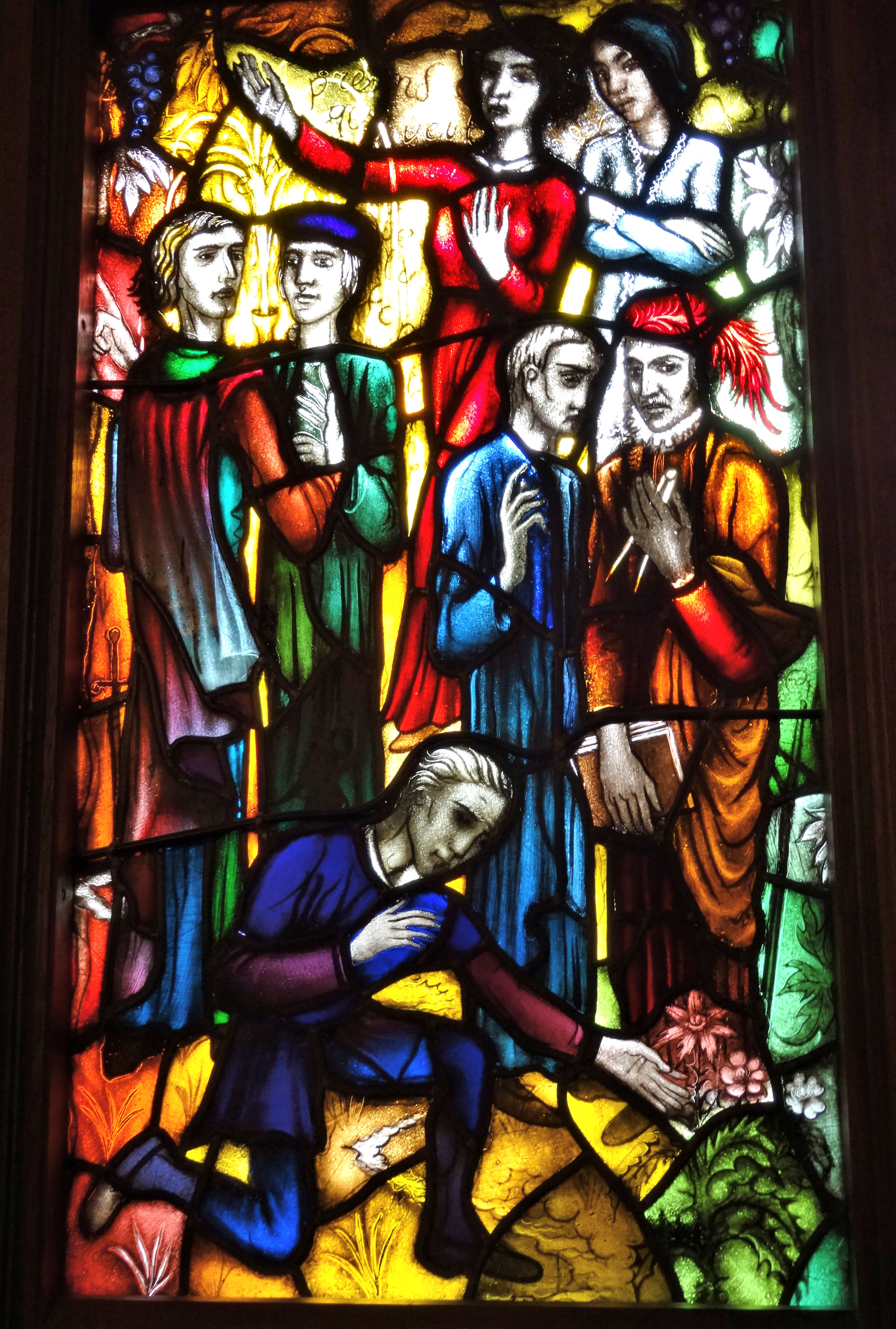
Detail van een gedenkraam in de aula van Johan Dijkstra met daarop Aletta Jacobs en Anda Kerkhoven.

In de aula, op de eerste verdieping, boven de hoofdingang, vinden belangrijke universitaire plechtigheden zoals de opening van het academisch jaar, oraties en promoties plaats. 
- Muurschildering: In 1914 werd de eerste muurschildering 'Triomf der Wetenschap' van de gebroeders Linnemann aangebracht op de westelijke muur. De Senaat vond het werk ouderwets en de schilders tweederangs. In 1954 werd de schildering wit overgeschilderd omdat het werk veel van vochtdoorslag te lijden had gehad.

De muurschildering ‘De boom der kennis’ van de Groningse kunstenaars Matthijs Röling en Wout Muller is van 1987 en kwam tot stand met behulp van het Representatie fonds van hoogleraren. Op de schildering zijn onder anderen de gezichten van prof. mr. B.V.A. Röling (Hoogleraar polemologie en vader van Matthijs) en prof. dr. H.W. van Os (initiatiefnemer voor de muurschildering) te herkennen. 
- Gedenkramen: De gedenkramen in de aula van Johan Dijkstra geven het geestelijk leven en de wetenschap in Stad en Ommeland weer. Koningin Wilhelmina schonk de glas-in-loodramen boven de balkondeuren in 1938 ter herinnering aan het eredoctoraat dat zij in 1914 aan de Rijksuniversiteit Groningen ontving. (zie ook: eredoctoraten Rijksuniversiteit Groningen). Twee van de afgebeelde figuren zijn Aletta Jacobs en Anda Kerkhoven, bij leven pacifiste en na haar dood vereeuwigd in wit glas als een symbool van vrede en wapenstilstand.

Verder zijn er nog vier ramen die tussen 1940 en 1953 zijn aangebracht. Op het meest rechtse zijn beroemde geleerden zoals Petrus Camper (medicus en anatoom) en Jacobus Cornelius Kapteyn (sterrenkundige) en andere hoogleraren afgebeeld.
- Deuren: Boven de deuren zijn de volgende spreuken aangebracht: 'Excute et invenies' (Onderzoek en gij zult vinden), 'Favete linguis' (Bewaart een aandachtig stilzwijgen) en 'Non Scolae sed vitae' (Niet voor de school maar voor het leven). Deze laatste spreuk siert ook het kunstwerk van Marte Röling op het Harmonieplein bij de Faculteit der Letteren en de Faculteit der Rechtsgeleerdheid. Dit kunstwerk is onderdeel van het beeldenproject Kennisjaren 1994-2014.

### Curatorenkamer
In de westvleugel, op de eerste verdieping, is de curatorenkamer waar tot 1971 het bestuur van de universiteit (het College van Curatoren) vergaderde. In dit college zaten vertegenwoordigers van de stad en van de provincie. Tegenwoordig is de curatorenkamer een ontvangstruimte. Er hangt onder meer een drietal schilderijen van Secretarissen van de Universiteit en er staat een buste van de jonge prinses Juliana. Dit beeld is gemaakt door de Amsterdamse kunstenaar en verzetsstrijder Gerrit van der Veen.

### Faculteitskamers
Voor de diverse faculteiten van de universiteit zijn er officiële kamers voor buluitreikingen en vergaderingen in het gebouw. Ze bevinden zich op de eerste verdieping en hebben elk hun eigen kleur (Rechtsgeleerdheid wit, Godgeleerdheid blauw en Geneeskunde rood). Deze kleuren worden al van oudsher gebruikt. Zo droegen de studenten bij de intocht van koning Willem I in 1814 degens die waren versierd met linten in de faculteitskleuren. Sinds 2000 worden er door contemporaine kunstenaars hoogleraarportretten gemaakt die geplaatst worden in de faculteitskamers.

### Senaatskamer

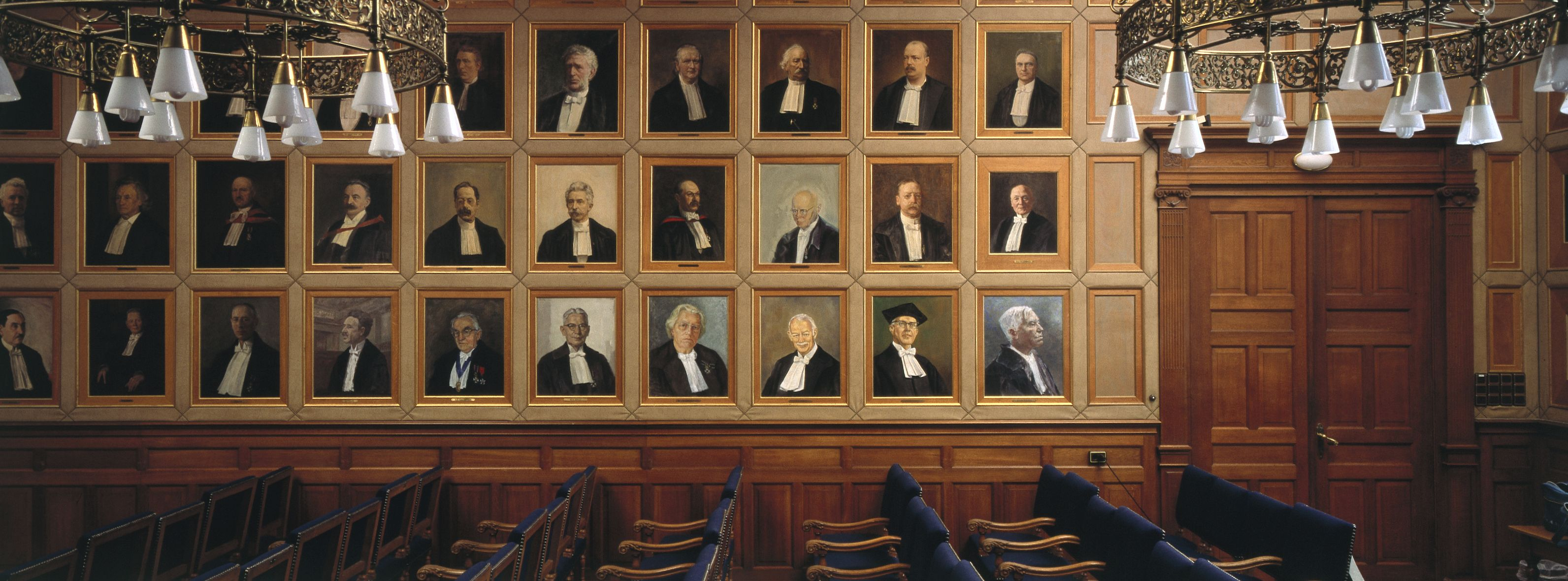
Senaatszaal in het Academiegebouw

In de oostvleugel, op de eerste verdieping, bevindt zich de Senaatskamer waar vroeger het dagelijks bestuur (de senaat van de universiteit), bestaande uit de hoogleraren van de universiteit tezamen met de Rector magnificus, bijeenkwam. Tegenwoordig vinden er buluitreikingen en vergaderingen plaats. De wanden van de senaatskamer zijn bedekt met de historische portrettenverzameling van hoogleraren.

### Verdere ruimten
Op de begane grond bevinden zich diverse collegezalen, zoals de Heymanszaal, de Engelse zaal, de Spiegel- en de H.J.Bruinszaal (receptieruimten). In de kelder is een grote kantine voor medewerkers en studenten gevestigd. In de kelderverdieping bevinden zich de kantine, magazijnen en een kolfruimte (gedeeld met een aanpalend faculteitsgebouw, dat van Religie, Cultuur en Maatschappijwetenschappen). Achter het gebouw ligt een oude (klooster)tuin.

### Westvleugel
Aan de achterzijde van het gebouw is de westvleugel, die uit latere jaren dateert, tegen het oude gebouw aan gebouwd. Hier bevinden zich onder andere een drietal grote collegezalen, de "International Service Desk" en diverse kantoren. Op de eerste verdieping bevindt zich een loopbrug die het gebouw verbindt met een aantal panden aan de Oude Kijk in 't Jatstraat. In 2019 werd een verbouwing van de westvleugel voltooid. bij die verbouwing werd een nieuwe entree aan de achterzijde toegevoegd.

## Gestolen Ornament
In augustus 2020 stuurde een alumnus van de Rijksuniversiteit Groningen een destijds gestolen ornament terug. De anonieme dief had de gietijzeren bloem destijds per ongeluk afgebroken toen hij er aan was gaan hangen en had het vervolgens meegenomen naar huis. Het ornament was inmiddels vervangen, maar het kreeg wel een plek in de tentoonstelling Snatched Herritage die was te zien in de etalage naast het universiteitsmuseum in de Oude Kijk in 't Jatstraat. 

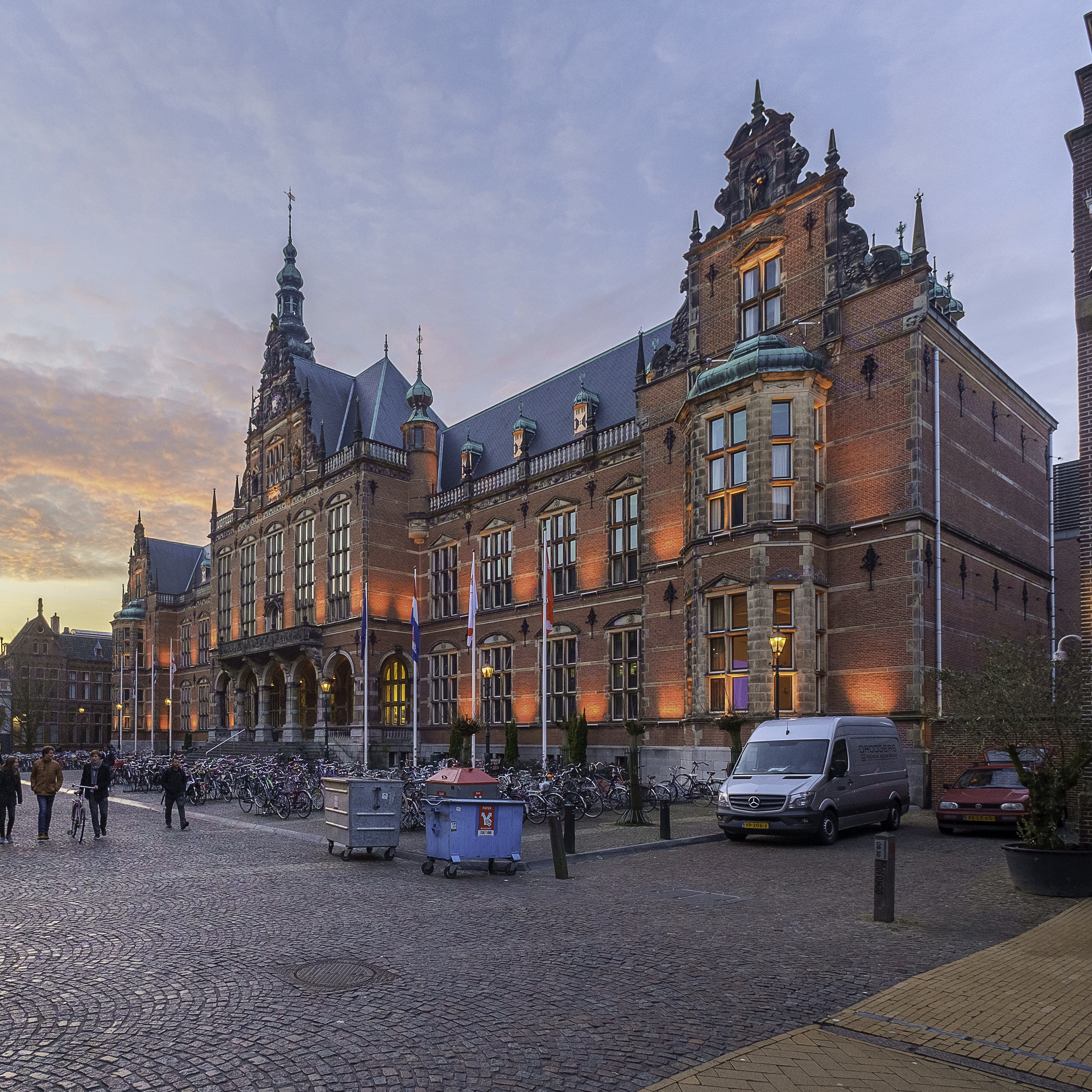
Academiegebouw bij zonsondergang